# Johann Friedrich Burg

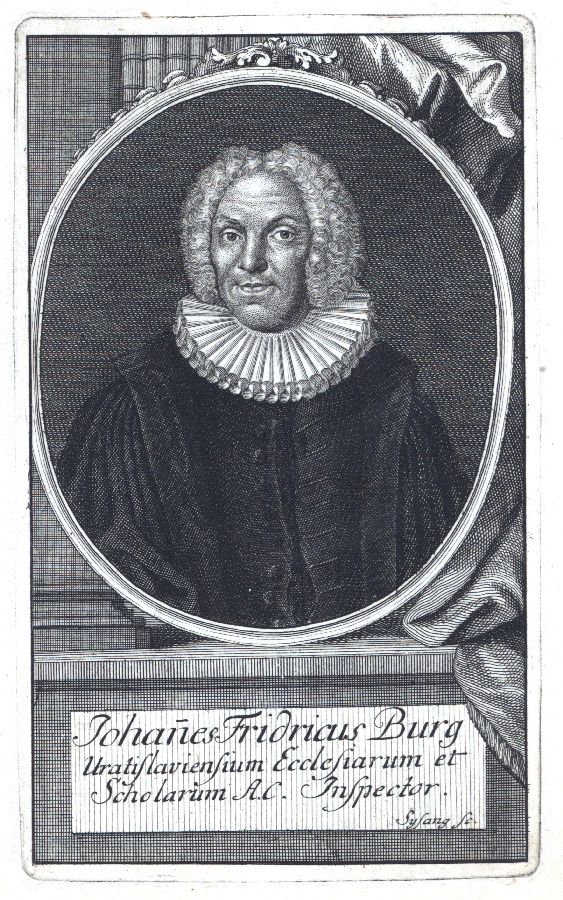
Porträt von Johann Friedrich Burg

Johann Friedrich Burg (* 13. Mai 1689 in Breslau; † 4. Juli 1766 ebenda) war ein deutscher evangelisch-lutherischer Theologe.

## Leben
Johann Friedrich Burg wurde als Sohn des praktischen Arztes Johann Burg (1652–1690) und seiner Frau Anna Rosina geb. Viccius (Vick) (* 16. August 1660 in Breslau; † 26. Januar 1709 ebenda) geboren.
Er studierte ab 1706 Theologie an der Universität Leipzig, wo er 1708 zum Magister artium und 1711 zum Baccalaureus der Theologie promoviert wurde. Im Anschluss an eine Bildungsreise, die ihn bis nach Holland und England führte, übernahm er 1713 das Amt des Pastors an der Magdalenenkirche in Breslau. 1735 übernahm er das Amt des Pastors in der Elisabethkirche in Breslau und war daneben als Schul- und Kircheninspektor Breslaus tätig sowie als Professor der Theologie am Elisabethan. Als König Friedrich II. von Preußen die Provinz Schlesien erobert hatte, konnte Burg sein Vertrauen erwerben, indem er ihm als Retter der evangelischen Kirche unter katholischer Fremdherrschaft huldigte. 1742 wurde er in das neu errichtete Breslauer Oberkonsistorium berufen. Er konnte die Lage der lutherischen Gemeinden in Schlesien bedeutend verbessern.
Burg war besonders als Prediger angesehen und veröffentlichte viele seiner Predigten, auch in einer sechsbändigen Sammlung. Daneben veröffentlichte er Lehrbücher zur Dogmatik und zur Ethik. Von großer Bedeutung war zudem die von ihm herausgegebene und von Pastor Ehrenfried Liebich (1713–1780) erarbeitete Hirschberger Bibel.
Theologisch war Burg ein Vertreter der lutherischen Spätorthodoxie, der sich auch der gemäßigten Aufklärung nicht verschloss.
1736 verlieh ihm die Universität Halle die Ehrendoktorwürde.

## Familie
1719 heiratete er in erster Ehe die Tochter des Diakons an der Breslauer Magdalenenkirche Johann Caspar Nimptsch und dessen Ehefrau Elisabeth Hahn, Johanna Elisabeth Nimptsch (* 1. August 1684 in Breslau; † 30. August 1739 in Breslau). Aus dieser Ehe ging die Tochter Johanna Elisabeth geb. Burg, verh. Liebentanz von Liebenau, verh. Conradi (* 23. August 1721 in Breslau; † 17. Juli 1774 in Breslau) hervor.
In zweiter Ehe heiratete er 1745 die Tochter des Kaspar Neumann, Inspektor der evangelischen Kirchen und Schulen in Breslau und Witwe des Diakons der Elisabethkirche Gottfried Hanke, Eva Christiane Neumann († 5. Mai 1750). Die Ehe blieb kinderlos.
Johann Friedrich Burg war der Onkel des evangelischen Theologen Daniel Gottlob Burg.

## Schriften (Auswahl)
- Einleitung zur natürlich-vernünftigen und christlichen Sittenlehre, Breslau 1736
- Institutiones theologiae theticae, Breslau 1739
- Sammlung geistlicher Reden, 6 Bde., Breslau 1750–56
- Begriff der Göttlichen geoffenbarten Glaubens-Wahrheiten, Breslau 1750